# Boysetsfire
Boysetsfire és un grup estatunidenc de post-hardcore format a Newark (Delaware) l'octubre de 1994.

## Història
Boysetsfire va publicar les seves primeres maquetes a finals de 1994 i principis de 1995. El 1996, el grup va publicar el seu primer EP, This Crying, This Screaming, My Voice Is Being Born. El 1997 va signar un contracte amb Initial Records i va gravar el seu primer disc, The Day the Sun Went Out.
El 1999 es va gravar el seu segon àlbum, After the Eulogy, i va anar de gira amb Snapcase i va tocar al Warped Tour. Boysetsfire va publicar un EP compartit amb Snapcase el 1999, així com el Crush 'Em All Vol. 1, un tribut a Metallica, amb Shai Hulud per a Undecided Records, i un altre amb Coalesce l'any 2000. Després de signar amb Victory Records, el grup es va traslladar a Wind-Up Records, un segell independent distribuït per Sony als Estats Units d'Amèrica. Tomorrow Come Today es va publicar el 2003.
Després d'un conflicte amb Wind-Up, el 2005 la banda va signar amb el segell discogràfic independent Burning Heart Records per a la distribució internacional i Equal Vision Records per a la distribució nord-americana. L'àlbum The Misery Index: Notes from the Plague Years es va publicar el març de 2006.

### Pausa
El 31 de juliol de 2006 Boysetsfire va comunicar la seva retirada dels escenaris als seus seguidors a través del seu lloc web oficial. Hi havia prevista una gira europea de comiat a finals d'estiu, però el guitarrista Josh Latshaw es va lesionar abans del seu inici. Com a resultat, el grup va fer aquests concerts amb el roadie Chris «The Reverend» Rakus a la guitarra.
L'últim concert va tenir lloc el 9 de juny de 2007 al Trocadero Theatre de Filadèlfia, el qual es va publicar en DVD amb fragments de la gira europea.

### Retorn
Boysetsfire va anunciar el seu retorn al seu lloc web i a la pàgina oficial de Facebook el 5 d'octubre de 2010. Els llocs de la gira van ser Berlín, el Festival Groezrock de Bèlgica, i el Nova Rock Festival d'Àustria. L'agost de 2011, van tocar al Regne Unit al Reading & Leeds Festival.
El grup va gravar 5 cançons noves l'estiu de 2012. El juny de 2013, Boysetsfire va publicar un senzill de dues cançons amb els germans Matt i Marc Krupanski, així com un cinquè àlbum, While a Nation Sleeps... , que va incloure cançons noves i inèdites regravades per Dan Pelic i Robert Ehrenbrand. El treball va tenir una bona acollida, sobretot a les llistes d'àlbums alemanyes, on va arribar al número 22. Al juny i juliol de 2013 es va dur a terme una gira europea, incloent aparicions als festivals Hurricane i Southside, i concerts a Dortmund, Stuttgart i Hamburg l'octubre de 2013. Al novembre i desembre de 2013 va fer una gira per Austràlia, i l'abril de 2014 va oferir concerts al Regne Unit amb motiu del seu 20è aniversari.
El setembre de 2015, es va publicar el seu sisè àlbum homònim, seguit d'una gira europea amb Silverstein i Great Collapse. L'estiu del 2016 va fer una gira europea amb Polar i Wolf Down abans de fer una pausa per a centrar-se en altres projectes musicals.

## Discografia

### Àlbums d'estudi
- 1997: The Day the Sun Went Out
- 2000: After the Eulogy[12]
- 2003: Tomorrow Come Today
- 2006: The Misery Index: Notes from the Plague-Years
- 2013: While a Nation Sleeps...
- 2015: Boysetsfire

### EP
- 1994: Boysetsfire
- 1995: Premonition, Change, Revolt
- 1996: Consider
- 1996: This Crying, this Screaming, my Voice is being born
- 1998: In Chrysalis
- 1999: Snapcase vs. Boysetsfire (compartit)
- 2000: Crush 'Em All Vol. 1 (Boysetsfire/Shai Hulud compartit)
- 2000: Coalesce / Boysetsfire (compartit)
- 2001: Suckerpunch Training
- 2013: Bled dry
- 2013:  The Casting-out
- 2014: Split 7" (Boysetsfire/Funeral For A Friend)
- 2015: Split 10" (Boysetsfire/KMPFSPRT)

### Àlbums en directe
- 2002: Live for Today (EP)
- 2009: Farewell Show (DVD)